# 梅埠街道
梅埠街道，是中华人民共和国山東省临沂市河东区下辖的一个乡镇级行政单位。

## 建制沿革
1994年9月7日，撤销梅埠乡，设立梅埠镇。
1994年12月17日，撤销临沂地区和县级临沂市，设立地级临沂市。临沂市设立兰山区、罗庄区和河东区。河东区辖九曲镇、相公镇、汤头镇、芝麻墩镇、梅埠镇、重沟镇、黑墩乡、汤河乡、郑旺乡、太平乡、八湖乡、刘店子乡，区人民政府驻九曲镇。
2004年5月18日，临沂市河东区调整部分行政区划：撤销梅埠镇，以原梅埠镇的行政区域设立梅埠街道办事处，办事处机关驻原梅埠镇人民政府驻地。
2011年11月，将临沭县南古镇8个行政村、曹庄镇5个行政村划归河东区梅家埠街道管辖（授权临沂经济开发区管理）。

## 行政区划
梅埠街道下辖以下地区：
梅埠村、李湖村、杨湖村、小庄子村、王埠村、钟埠村、禹王城村、韩埠村、密墩村、白墩村、后余墩村、前余墩村、刘墩村、前道口村、后道口村、白道口村、庄店子村、庄墩村、朱庙村、王店村、姜家墩村、新宅子村、兰宅子村、庄屋村、解湖村、荒南头村、老荒村、刘湖村、陈湖村、丁湖村、小王湖村、刘村、彭古庄村、南庄子村、黄贺城村、王贺城村、醋庄后村、醋庄前村、贺城村、干沟渊村、栗行村、凤凰墩村、友谊村、玉河村和张贺城回族村。